# Hemsbach
Hemsbach est une ville de Bade-Wurtemberg (Allemagne), située dans l'arrondissement de Rhin-Neckar, dans la région métropolitaine Rhin-Neckar (district de Karlsruhe).
Elle est jumelée avec la commune de Bray-sur-Seine en France.